# Беннасер, Исмаэль
Исмаэ́ль Беннасе́р (фр. Ismaël Bennacer, французское произношение: [ismaɛl benasɛʁ]; араб. إسماعيل بن ناصر‎, арабское произношение: [ʔismaːʕiːl bin naːsˁir]; род. 1 декабря 1997, Арль) — алжирский и французский футболист, полузащитник клуба «Милан» и сборной Алжира. Выступает на правах аренды за клуб «Олимпик Марсель».

## Клубная карьера
Беннасер начал профессиональную начал карьеру в клубе «Арль-Авиньон» из своего родного города. 9 января 2015 года в матче против «Орлеана» он дебютировал в Лиге 2. Летом того же года Исмаэль перешёл в лондонский «Арсенал». 27 октября в матче Кубка лиги против «Шеффилд Уэнсдей» он дебютировал за канониров, заменив во втором тайме Тео Уолкотта. Этот матч так и остался единственным для Беннасера в составе «Арсенала». В начале 2017 года Исмаэль на правах аренды перешёл в «Тур». 3 февраля в матче против «Реймса» он дебютировал за новый клуб.
21 августа 2017 года Беннасер перешёл в итальянский клуб «Эмполи», подписав контракт на 4 года. 26 августа в матче против «Тернаны» он дебютировал в итальянской Серии B. 24 февраля 2018 года в поединке против «Читтаделлы» Исмаэль забил свой первый гол за «Эмполи». по итогам сезона Беннасер помог клубу выйти в элиту. В матче против «Кальяри» он дебютировал в итальянской Серии A.
Летом 2019 года Беннасер перешёл в «Милан», подписав контракт на 5 лет и годовой зарплатой в 1.6 млн евро. Сумма трансфера составила 16 млн. евро, а ещё 2 миллиона предусмотрены к выплате в качестве возможных бонусов. 25 августа в матче против «Удинезе» он дебютировал за новый клуб. 18 июля 2020 года в поединке против «Болоньи» Исмаэль забил свой первый гол за «Милан». В 2022 году он помог команде выиграть чемпионат.

## Международная карьера
Беннасер родился во Франции и выступал за юношеские команды страны. В 2016 году он принял решение выступать за свою историческую родину Алжир. 4 сентября в отборочном матче Кубка африканских наций против сборной Лесото он дебютировал за сборную Алжира. В 2017 году Исмаэль принял участие в Кубке африканских наций в Габоне. На турнире он был запасным и на поле не вышел.
В 2019 году Беннасер выиграл Кубке африканских наций в Египте. На турнире он принял участие в матчах против сборных Кении, Танзании, Нигерии, Кот-д’Ивуара, Гвинеи и дважды Сенегала.
13 октября 2020 года в товарищеском матче против сборной Мексики Исмаэль забил свой первый гол за национальную команду. В 2022 году Беннасер в третий раз принял участие в Кубке Африки 2021 в Камеруне. На турнире он сыграл в матчах против команд Кот-д’Ивуара и Экваториальной Гвинеи.
В 2024 году Беннасер в четвёртый раз принял участие в Кубке Африки 2023 в Кот-д’Ивуаре. На турнире он сыграл в матче против сборной Анголы.

### Голы за сборную Алжира
| #  | Дата            | Место                              | Противник | Счёт | Результат | Соревнование                     |
| -- | --------------- | ---------------------------------- | --------- | ---- | --------- | -------------------------------- |
| 1. | 13 октября 2020 | Карл Джинс, Гаага, Нидерланды      | Мексика   | 1:1  | 2:2       | Товарищеский матч                |
| 2. | 12 октября 2021 | Генерал Сейни Кунче, Ниамей, Нигер | Нигер     | 0:3  | 0:4       | Чемпионат мира 2022 квалификация |

## Достижения

### Командные достижения
«Милан»
- Чемпион Италии: 2021/22
- Обладатель Суперкубка Италии: 2024

Сборная Алжира
- Обладатель Кубка африканских наций: 2019

### Личные достижения
- Лучший игрок Кубка африканских наций — 2019[25]
- Член символической команды из лучших игроков Кубка африканских наций: 2019[26]